# 핵산

핵산인 RNA(왼쪽)와 DNA(오른쪽)

핵산(核酸, 영어: nucleic acid)은 알려져 있는 모든 생명체에 필수적인 생체고분자 또는 작은 생체분자이다. 핵산이라는 용어는 DNA와 RNA를 모두 포함한다. 핵산은 뉴클레오타이드 단위체로 구성되어 있는데, 뉴클레오타이드는 인산, 5탄당, 핵염기의 3가지 구성 성분으로 이루어진 단위체이다. RNA(리보핵산)는 5탄당이 리보스이며, DNA(디옥시리보핵산)은 5탄당이 디옥시리보스이다.
핵산은 모든 생체분자들 중에서 가장 중요하다. 핵산은 모든 생명체에서 풍부하게 발견되며, 지구 상에 있는 모든 생물의 세포에서 유전 정보를 저장하고 전달하는 역할을 한다. 핵산은 세포의 기능 수행에 필요한 세포핵 내부와 외부의 정보를 전달하고 발현하는 기능을 하며, 궁극적으로 다음 세대의 자손에게 유전 정보를 전달한다. 암호화된 정보는 핵산의 염기서열을 통해 저장되고 전달된다.
RNA는 한 가닥의 폴리뉴클레오타이드로 구성되어 있고, DNA는 두 가닥의 폴리뉴클레오타이드가 결합해 오른 나사 방향으로 꼬여 있는 이중 나선 구조이다. 핵염기인 아데닌, 구아닌, 사이토신은 DNA와 RNA에 공통적으로 존재하지만, 티민은 DNA에만, 유라실은 RNA에만 존재한다. 아미노산 및 단백질 합성으로 알려진 과정을 이용하여, DNA 상의 특정 염기서열인 유전자에 저장되어 있는 정보는 세포에서 발현될 수 있다.

## 역사

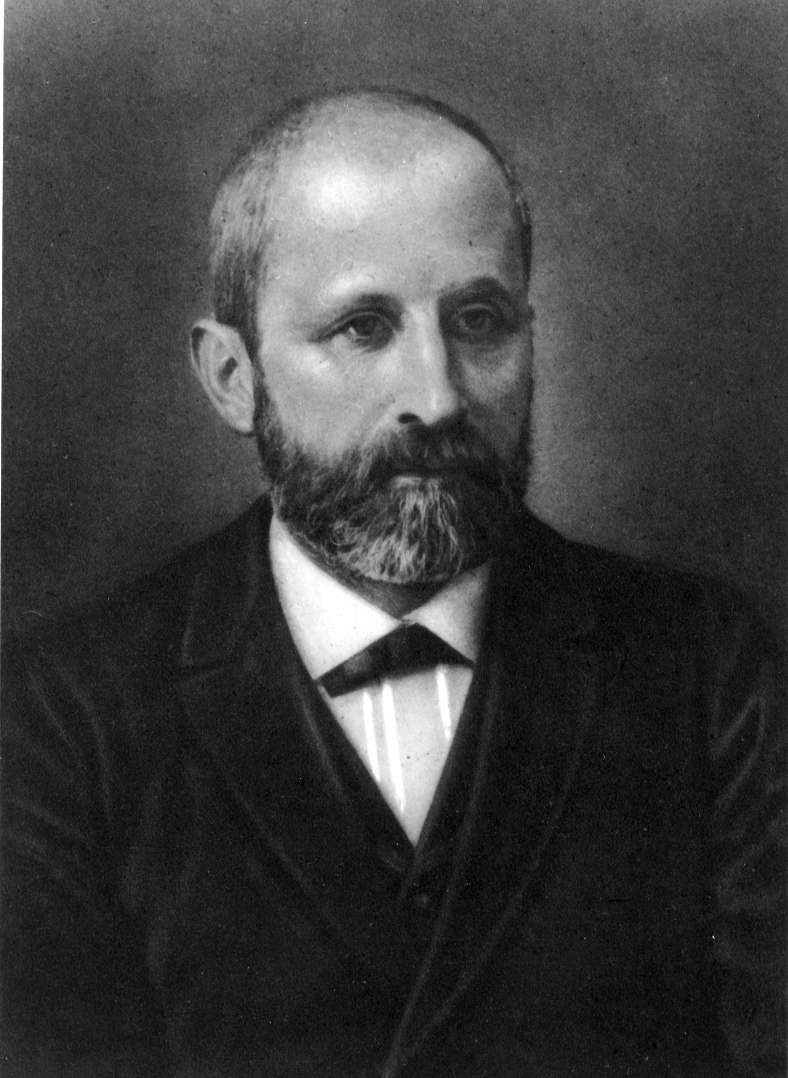
스위스의 의사이자 생물학자인 프리드리히 미셔는 1879년에 핵산(DNA)를 발견하였다. 나중에 미셔는 핵산이 유전과 관련될 수 있다는 생각을 제기했다.

- 1879년에 스위스의 의사이자 생물학자인 프리드리히 미셔가 "뉴클레인(nuclein)"을 발견하였다.[3]
- 1880년대 초에 알브레히트 코셀은 뉴클레인을 더욱 정제하고, 뉴클레인이 높은 산성을 나타내는 것을 발견하였다. 코셀은 또한 나중에 핵염기도 확인하였다.
- 1889년에 리하르트 알트만은 "핵산(nucleic acid)"이라는 용어를 만들었다.
- 1938년에 윌리엄 애스트버리와 벨(Bell)은 DNA의 X선 회절 패턴을 최초로 발표했다.[4]
- 1953년에 제임스 D. 왓슨과 프랜시스 크릭은 DNA의 구조를 밝혀냈다.[5]

핵산에 대한 실험 및 연구는 현대 생물학과 의학 연구의 주요 부분을 차지하며, 게놈, 법과학, 생명공학기술, 제약 산업의 기반을 형성하고 있다.

## 생성 및 명명법
핵산이라는 용어는 생체고분자의 일원인 DNA와 RNA를 모두 포함하는 이름이며, 폴리뉴클레오타이드와 동의어이다. 핵산은 세포핵 내에서 처음 발견되었고, 인산기의 존재(인산과 관련)와 관련이 있기 때문에 명명되었다. 진핵세포의 핵 안에서 처음 발견되었지만, 핵산은 현재 세균, 고균, 진핵생물(미토콘드리아, 엽록체에서도 발견됨)을 포함한 모든 생명체와 바이러스 및 바이로이드에서도 발견되는 것으로 알려져 있다. 모든 살아있는 세포에는 DNA와 RNA가 모두 존재하지만(성숙한 적혈구와 같은 일부 세포는 제외), 바이러스에는 DNA나 RNA가 존재하지만, 보통 둘 다를 가지고 있지는 않다. 핵산의 기본 구성 단위는 뉴클레오타이드이며, 뉴클레오타이드는 인산, 5탄당(리보스 또는 디옥시리보스), 핵염기로 구성되어 있다. 또한 핵산은 실험실에서 효소 (DNA 중합효소 및 RNA 중합효소)의 사용 및 고체상 화학 합성을 통해 생성될 수 있다. 화학적 방법들은 또한 펩타이드 핵산과 같이 자연에서 발견되지 않는 변형된 핵산의 생성을 가능하게 한다.

## 분자 구성 및 크기
핵산은 일반적으로 매우 큰 분자이다. 실제로 DNA 분자는 아마도 알려져 있는 분자들 중에서 가장 큰 분자일 것이다. 생물학적으로 잘 연구된 핵산 분자의 크기는 21개의 뉴클레오타이드로 구성되어 있는 소간섭 RNA에서부터 큰 염색체(사람의 1번 염색체는 2억 4700만 개의 염기쌍을 포함하고 있는 단일 분자이다)에 이르기까지 다양하다.
대부분의 경우에, 자연적으로 생성되는 DNA 분자는 이중 가닥이고, RNA 분자는 단일 가닥이다. 그러나 많은 예외들이 존재하는데, 어떤 바이러스들은 이중 가닥 RNA로 구성된 게놈을 가지고 있고, 다른 바이러스들은 단일 가닥 DNA로 구성된 게놈을 가지고 있으며, 어떤 상황에서는 세 가닥 또는 네 가닥의 핵산 구조가 형성될 수도 있다.
핵산은 뉴클레오타이드들의 선형 중합체이다. 각각의 뉴클레오타이드는 퓨린 계열 또는 피리미딘 계열의 핵염기(때로는 질소 염기 또는 단순히 염기라고도 부름), 5탄당(리보스 또는 디옥시리보스), 인산의 세 가지 성분으로 구성되어 있다. 핵염기와 5탄당으로 구성된 하부 구조를 뉴클레오사이드라고 부른다. 핵산은 종류에 따라 뉴클레오타이드를 구성하는 당의 구조가 다르다. DNA는 2'-디옥시리보스를 가지고 있고, RNA는 리보스를 가지고 있다. 또한, DNA와 RNA를 구성하는 핵염기에도 차이가 있다. 아데닌, 구아닌, 사이토신은 DNA와 RNA에 공통적으로 존재하지만, 티민은 DNA에만, 유라실은 RNA에만 존재한다.
핵산의 당과 인산은 포스포다이에스터 결합을 통해 서로 연결되어 당-인산 골격을 형성한다. 통상적인 명명법에서 인산기와 결합하는 탄소는 당의 3' 탄소와 5' 탄소이다. 이것은 핵산의 방향성을 제공하고, 핵산 분자의 말단은 5' 말단과 3' 말단으로 지칭된다. 핵염기 고리의 질소(피리미딘의 경우는 N-1, 퓨린의 경우는 N-9)와 5탄당 고리의 1' 탄소는 N-글리코사이드 결합을 통해 연결되어 있다.
비표준 뉴클레오사이드들은 DNA와 RNA 둘 다에서 발견되며, 보통 DNA 분자나 1차 RNA 전사체 내의 표준 뉴클레오사이드의 변형으로 생성된다. 운반 RNA(tRNA) 분자는 특히 다수의 변형된 뉴클레오사이드들을 포함하고 있다.

## 위상
이중 가닥 핵산은 왓슨-크릭 염기쌍이 고도로 반복되고 매우 균일한 3차원 이중 나선 구조를 형성하는 상보적인 염기쌍의 서열로 구성되어 있다. 이와는 대조적으로 단일 가닥의 RNA와 DNA 분자는 규칙적인 이중 나선 구조를 형성하지 않으며, 왓슨-크릭 염기쌍 및 전형적이지 않은 염기쌍을 포함하는 분자 내 염기쌍들 및 여러 상호작용들로 인해 복잡한 3차원 구조를 형성할 수 있다.
핵산 분자는 일반적으로 가지가 없으며(비분지형), 선형 분자와 원형 분자로 존재할 수 있다. 예를 들어, 세균의 DNA, 플라스미드, 미토콘드리아 DNA, 엽록체 DNA는 일반적으로 원형의 이중 가닥 DNA 분자인 반면, 진핵세포의 핵 안의 염색체는 보통 선형의 이중 가닥 DNA 분자이다. 대부분의 RNA 분자는 선형의 단일 가닥의 분자이지만, RNA 스플라이싱 과정에서 원형 분자와 가지가 있는 분자가 생길 수도 있다. 피리미딘의 총량은 퓨린의 총량과 같다. DNA 이중 나선의 지름은 2nm로 일정하다.

## 염기서열
한 DNA 분자 또는 RNA 분자는 고유한 염기서열을 가지고 있다. 염기서열은 모든 생체분자들, 세포소기관, 세포 구조, 조직, 기관, 개체의 정보를 암호화하고 있고, 인지, 기억, 행동을 직접적으로 가능하게 하는 궁극적인 지침을 수행하므로 생물학에서 매우 중요하다. 생물학적 DNA와 RNA 분자의 염기서열을 결정하기 위한 실험 방법의 개발에 많은 노력이 투입되었으며, 오늘날 전세계적으로 게놈 센터와 연구실에서 매일 수 억개의 뉴클레오타이드가 염기서열 분석되고 있다. 미국 국립 생물공학정보센터(NCBI, https://www.ncbi.nlm.nih.gov)는 GenBank의 핵산 염기서열 데이터베이스를 유지 관리하는 것 외에도 NCBI 웹사이트를 통해 제공되는 GenBank의 데이터와 기타 생물학적 데이터에 대한 분석 및 검색 리소스를 제공한다.

## 종류

### 디옥시리보핵산
디옥시리보핵산(DNA)은 알려져 있는 모든 생물체의 발생과 기능에 사용되는 유전적 정보들을 가지고 있는 핵산이다. 이러한 유전 정보를 가지고 있는 DNA 상의 특정 부분을 유전자라고 한다. 마찬가지로 다른 DNA 염기서열은 구조적인 목적을 가지고 있거나, 유전 정보의 사용을 조절하는데 관여한다. RNA, 단백질과 함께 DNA는 알려져 있는 모든 생물체에 필수적인 세 가지 주요 고분자 중 하나이다. DNA는 뉴클레오타이드를 단위체로 하는 중합체로, 두 가닥의 폴리뉴클레오타이드가 이중 나선 구조를 형성하고 있으며, 뉴클레오타이드의 5탄당과 인산이 포스포다이에스터 결합으로 연결되어 당-인산 골격을 형성한다. DNA 이중 나선을 이루고 있는 두 가닥은 양 말단의 방향이 서로 반대인 역평행 구조이다. 각 5탄당에 연결되어 있는 것은 핵염기라고 불리는 4가지 종류의 분자들 중 하나이다. 이러한 핵염기들의 서열이 정보를 가지고 있다. 이러한 정보는 유전 암호를 사용하여 읽혀지는데, 유전 암호는 단백질 내의 아미노산의 서열을 지정한다. DNA에 저장되어 있는 유전 정보가 RNA로 옮겨지는 과정을 전사라고 한다. 세포 내에서 DNA는 염색체라고 불리는 긴 구조로 조직되어 있다. 세포 분열에서 이들 염색체들은 DNA 복제 과정을 통해 복제된 다음 각 세포로 나뉜다. 진핵생물(동물, 식물, 균류, 원생생물)은 DNA의 대부분을 세포핵 안에 저장하고 있으며, 일부 DNA는 미토콘드리아 또는 엽록체와 같은 세포소기관에 저장하고 있다. 이와는 대조적으로 원핵생물(세균, 고균)은 세포질에만 DNA를 저장하고 있다. 염색질은 DNA와 히스톤 단백질로 구성되어 있고, 세포 분열시 응축되어 염색체가 된다. 이러한 밀집된 구조는 DNA와 다른 단백질 사이의 상호작용과 관련이 있으며, DNA의 어떤 부분이 전사되는지를 조절하는데 도움을 준다.

### 리보핵산
리보핵산(RNA)은 유전자의 유전 정보를 단백질의 아미노산 서열로 전환시키는데 기능을 한다. RNA의 세 가지 일반적인 종류로는 전령 RNA(mRNA), 리보솜 RNA(rRNA), 운반 RNA(tRNA)가 있다. 전령 RNA는 DNA와 리보솜 간의 유전 정보의 전달에 관여하며, 단백질 합성을 지시한다. 리보솜 RNA는 리보솜의 주요 성분으로 펩타이드 결합의 형성을 촉매한다. 운반 RNA는 단백질 합성에 사용되는 아미노산의 운반체 분자로 역할을 한다. 또한, 현재 많은 다른 종류의 RNA들이 알려져 있다.

### 인공 핵산
인공 핵산 유사체는 화학자들에 의해 설계되고 합성되었으며, 펩타이드 핵산, 모르폴리노, 잠금 핵산, 글리콜 핵산, 트레오스 핵산 등이 있다. 이들 핵산 유사체들 각각은 분자의 골격 변화에 의해 자연적으로 생성되는 DNA 또는 RNA와 구별된다.

## 같이 보기
- 생화학의 역사
- 분자생물학의 역사
- RNA 생물학의 역사
- 분자생물학
- 핵산의 연구방법
- 핵산 대사
- 핵산의 구조
- 핵산의 열역학
- 올리고뉴클레오타이드 합성
- 핵산의 정량

## 주해
1. ↑  미셔는 자신이 발견한 오늘날 핵산이라고 불리는 물질을 "뉴클레인(nuclein)"이라고 불렀다.

## 참고 문헌
- Wolfram Saenger, Principles of Nucleic Acid Structure, 1984, Springer-Verlag New York Inc.
- Bruce Alberts, Alexander Johnson, Julian Lewis, Martin Raff, Keith Roberts, and Peter Walter Molecular Biology of the Cell, 2007, ISBN 978-0-8153-4105-5. Fourth edition is available online through the NCBI Bookshelf: link
- Jeremy M Berg, John L Tymoczko, and Lubert Stryer, Biochemistry 5th edition, 2002, W H Freeman. Available online through the NCBI Bookshelf: link
- Astrid Sigel, Helmut Sigel and Roland K. O. Sigel, 편집. (2012). 《Interplay between Metal Ions and Nucleic Acids》. Metal Ions in Life Sciences 10. Springer. doi:10.1007/978-94-007-2172-2. ISBN 978-94-007-2171-5.

## 더 읽을거리
- Palou-Mir J, Barceló-Oliver M, Sigel RK (2017). 〈Chapter 12. The Role of Lead(II) in Nucleic Acids〉.   Astrid S, Helmut S, Sigel RK. 《Lead: Its Effects on Environment and Health》. Metal Ions in Life Sciences 17. de Gruyter. 403–434쪽. doi:10.1515/9783110434330-012.